# Våxtorp
Våxtorp est une paroisse de l'ouest de la Suède, située dans le comté de Halland, sur le territoire de la commune de Laholm.
Sa superficie est de 13 635 hectares.

## Démographie
| Année      | 1920  | 2005  |
| ---------- | ----- | ----- |
| Population | 2 284 | 2 315 |

## Lieux et monuments
- Partie septentrionale de Hallandsåsen, un horst séparant les provinces de Halland et de Scanie
- Église du XIIIe siècle restaurée en 1875 et dont la tour remonte à 1884. La chaire est de 1752.